# A 2011-es Tour de France résztvevőinek listája
A 2011-es Tour de France résztvevőinek listáján azok a professzionális országúti kerékpárversenyzők szerepelnek, akik részt vettek a 2011. évi, július 2. és július 24. között megrendezett Tour de France-on.

## Csapatok
Összesen 22 csapatot hívtak meg a versenyre. 18 UCI ProTour csapaton kívül 4 UCI ProCont vett még részt. Minden egyes csapatnak 9 kerékpárosa volt, így összesen 198 résztvevő versengett, akik között magyar induló nem szerepelt.
| - Amerikai Egyesült Államok BMC Racing Team (BMC) HTC–Highroad (THR) Team Garmin–Cervélo (GRM) Team RadioShack (RSH) - Belgium Omega Pharma–Lotto (OLO) Quick-Step Cycling Team (QST) - Dánia Saxo Bank–SunGard (SBS) - Egyesült Királyság Sky Procycling (SKY) - Franciaország AG2R La Mondiale (ALM) Cofidis, Le Crédit en Ligne (COF) FDJ (FDJ) Saur–Sojasun (SAU) Team Europcar (EUC) | - Hollandia Rabobank Cycling Team (RAB) Vacansoleil–DCM Pro Cycling Team (VCD) - Kazahsztán Pro Team Astana (AST) - Luxemburg Team Leopard–Trek (LEO) - Olaszország Lampre–ISD (LAM) Liquigas–Cannondale (LIQ) - Oroszország Katyusa Team (KAT) - Spanyolország Euskaltel–Euskadi (EUS) Movistar Team (MOV) |

## Versenyzők
Jelmagyarázat
- NR = nem rajtolt el
- NC = nem ért célba
- IK = időlimiten kívül ért be a célba
- DK = kizárták (diszkvalifikálták)
- A betűkombinációk utáni szám az adott szakasz sorszáma.
- A feltüntetett életkorok 2011. július 2., azaz a verseny kezdete szerint értendők.
- * = azokat a versenyzőket jelöli, akik vagy 1986. január 1-jén vagy később születtek, azaz versenyben vannak a fehér trikóért.
- Az egyes versenyzők neve alatt feltüntetett bajnoki trikók a 2010-es évben elért eredményeket jelölik, az adott versenyzők ennek megfelelően viselték ezeket.

A 198 versenyzőből 167 teljesítette a teljes távot, 31-en különböző okokból (ld. fentebb) feladni kényszerültek.
| Saxo Bank–SunGard SBS      | Saxo Bank–SunGard SBS                       | Saxo Bank–SunGard SBS | Saxo Bank–SunGard SBS |
| -------------------------- | ------------------------------------------- | --------------------- | --------------------- |
| #                          | Versenyző                                   | Életkor               | Helyezés              |
| 1                          | Alberto Contador (ESP)                      | 28                    | 5.                    |
| 2                          | Jesús Hernández Blásquez (ESP)              | 29                    | 92.                   |
| 3                          | Daniel Navarro (ESP)                        | 27                    | 62.                   |
| 4                          | Benjamín Noval (ESP)                        | 32                    | 116.                  |
| 5                          | Richie Porte (AUS)                          | 26                    | 72.                   |
| 6                          | Chris Anker Sørensen (DEN)                  | 26                    | 37.                   |
| 7                          | Nicki Sørensen (DEN) · dán országúti bajnok | 36                    | 95.                   |
| 8                          | Matteo Tosatto (ITA)                        | 37                    | 123.                  |
| 9                          | Brian Vandborg (DEN)                        | 29                    | 125.                  |
| Csapatfőnök: Bradley McGee |                                             |                       |                       |

| Team Leopard–Trek SAX     | Team Leopard–Trek SAX                                                    | Team Leopard–Trek SAX | Team Leopard–Trek SAX |
| ------------------------- | ------------------------------------------------------------------------ | --------------------- | --------------------- |
| #                         | Versenyző                                                                | Életkor               | Helyezés              |
| 11                        | Andy Schleck (LUX)                                                       | 26                    | 2.                    |
| 12                        | Fabian Cancellara (SUI) · időfutam-világbajnok · svájci országúti bajnok | 30                    | 119.                  |
| 13                        | Jakob Fuglsang (DEN)                                                     | 26                    | 50.                   |
| 14                        | Linus Gerdemann (GER)                                                    | 28                    | 60.                   |
| 15                        | Maxime Monfort (BEL)                                                     | 28                    | 29.                   |
| 16                        | Stuart O’Grady (AUS)                                                     | 37                    | 78.                   |
| 17                        | Joost Posthuma (NED)                                                     | 30                    | 108.                  |
| 18                        | Fränk Schleck (LUX) · luxemburgi országúti bajnok                        | 31                    | 3.                    |
| 19                        | Jens Voigt (GER)                                                         | 39                    | 67.                   |
| Csapatfőnök: Kim Andersen |                                                                          |                       |                       |

| Euskaltel–Euskadi EUS            | Euskaltel–Euskadi EUS    | Euskaltel–Euskadi EUS | Euskaltel–Euskadi EUS |
| -------------------------------- | ------------------------ | --------------------- | --------------------- |
| #                                | Versenyző                | Életkor               | Helyezés              |
| 21                               | Samuel Sánchez (ESP)     | 33                    | 6.                    |
| 22                               | Gorka Izagirre (ESP)     | 23*                   | 66.                   |
| 23                               | Egoi Martínez (ESP)      | 33                    | 34.                   |
| 24                               | Alan Pérez (ESP)         | 28                    | 94.                   |
| 25                               | Rubén Pérez Moreno (ESP) | 29                    | 75.                   |
| 26                               | Amets Txurruka (ESP)     | 28                    | NC/9.                 |
| 27                               | Pablo Ortasun (ESP)      | 31                    | 149.                  |
| 28                               | Iván Velasco (ESP)       | 31                    | NR/6.                 |
| 29                               | Gorka Verdugo (ESP)      | 32                    | 25.                   |
| Csapatfőnök: Gorka Gerrikagoitia |                          |                       |                       |

| Omega Pharma–Lotto OLO     | Omega Pharma–Lotto OLO                          | Omega Pharma–Lotto OLO | Omega Pharma–Lotto OLO |
| -------------------------- | ----------------------------------------------- | ---------------------- | ---------------------- |
| #                          | Versenyző                                       | Életkor                | Helyezés               |
| 31                         | Jurgen Van den Broeck (BEL)                     | 28                     | NC/9.                  |
| 32                         | Philippe Gilbert (BEL) · belga országúti bajnok | 28                     | 38.                    |
| 33                         | André Greipel (GER)                             | 28                     | 156.                   |
| 34                         | Sebastian Lang (GER)                            | 31                     | 113.                   |
| 35                         | Jürgen Roelandts (BEL)                          | 26                     | 85.                    |
| 36                         | Marcel Sieberg (GER)                            | 29                     | 141.                   |
| 37                         | Jurgen Van De Walle (BEL)                       | 34                     | NC/4.                  |
| 38                         | Jelle Vanendert (BEL)                           | 26                     | 20.                    |
| 39                         | Frederik Willems (BEL)                          | 31                     | NC/9.                  |
| Csapatfőnök: Herman Frison |                                                 |                        |                        |

| Rabobank RAB             | Rabobank RAB                                     | Rabobank RAB | Rabobank RAB |
| ------------------------ | ------------------------------------------------ | ------------ | ------------ |
| #                        | Versenyző                                        | Életkor      | Helyezés     |
| 41                       | Robert Gesink (NED)                              | 25*          | 33.          |
| 42                       | Carlos Barredo (ESP)                             | 30           | 35.          |
| 43                       | Lars Boom (NED)                                  | 25           | NC/13.       |
| 44                       | Juan Manuel Gárate (ESP)                         | 35           | NR/9.        |
| 45                       | Bauke Mollema (NED)                              | 24*          | 70.          |
| 46                       | Grischa Niermann (GER)                           | 35           | 71.          |
| 47                       | Luis León Sánchez (ESP) · spanyol időfutambajnok | 27           | 57.          |
| 48                       | Laurens ten Dam (NED)                            | 30           | 58.          |
| 49                       | Maarten Tjallingii (NED)                         | 33           | 99.          |
| Csapatfőnök: Erik Dekker |                                                  |              |              |

| Team Garmin–Cervélo GRM         | Team Garmin–Cervélo GRM                              | Team Garmin–Cervélo GRM | Team Garmin–Cervélo GRM |
| ------------------------------- | ---------------------------------------------------- | ----------------------- | ----------------------- |
| #                               | Versenyző                                            | Életkor                 | Helyezés                |
| 51                              | Thor Hushovd (NOR) · országúti világbajnok           | 33                      | 68.                     |
| 52                              | Tom Danielson (USA)                                  | 33                      | 9.                      |
| 53                              | Julian Dean (NZL)                                    | 36                      | 145.                    |
| 54                              | Tyler Farrar (USA)                                   | 27                      | 159.                    |
| 55                              | Ryder Hesjedal (CAN)                                 | 30                      | 18.                     |
| 56                              | David Millar (GBR)                                   | 34                      | 76.                     |
| 57                              | Ramunas Navardauskas (LTU) · litván országúti bajnok | 23*                     | 157.                    |
| 58                              | Christian Vande Velde (USA)                          | 35                      | 17.                     |
| 59                              | David Zabriskie (USA) · amerikai időfutambajnok      | 32                      | NC/9.                   |
| Csapatfőnök: Jonathan Vaughters |                                                      |                         |                         |

| Pro Team Astana AST           | Pro Team Astana AST        | Pro Team Astana AST | Pro Team Astana AST |
| ----------------------------- | -------------------------- | ------------------- | ------------------- |
| #                             | Versenyző                  | Életkor             | Helyezés            |
| 61                            | Alekszandr Vinokurov (KAZ) | 37                  | NC/9.               |
| 62                            | Rémy Di Grégorio (FRA)     | 25                  | 39.                 |
| 63                            | Dmitrij Fofonov (KAZ)      | 34                  | 106.                |
| 64                            | Andrij Hrivko (UKR)        | 27                  | 144.                |
| 65                            | Makszim Iglinszkij (KAZ)   | 30                  | 105.                |
| 66                            | Roman Kreuziger (CZE)      | 25*                 | 112.                |
| 67                            | Paolo Tiralongo (ITA)      | 33                  | NC/17.              |
| 68                            | Tomas Vaitkus (LTU)        | 29                  | 140.                |
| 69                            | Andrej Zajc (KAZ)          | 24*                 | 45.                 |
| Csapatfőnök: Alexandre Shefer |                            |                     |                     |

| Team RadioShack RSH         | Team RadioShack RSH                            | Team RadioShack RSH | Team RadioShack RSH |
| --------------------------- | ---------------------------------------------- | ------------------- | ------------------- |
| #                           | Versenyző                                      | Életkor             | Helyezés            |
| 71                          | Janez Brajkovič (SLO) · szlovén időfutambajnok | 27                  | NC/5.               |
| 72                          | Chris Horner (USA)                             | 39                  | NR/8.               |
| 73                          | Markel Irizar (ESP)                            | 31                  | 84.                 |
| 74                          | Andreas Klöden (GER)                           | 35                  | NC/13.              |
| 75                          | Levi Leipheimer (USA)                          | 37                  | 32.                 |
| 76                          | Dmitrij Muravjov (KAZ)                         | 31                  | 129.                |
| 77                          | Sérgio Paulinho (POR)                          | 31                  | 81.                 |
| 78                          | Jaroszlav Popovics (UKR)                       | 31                  | NR/10.              |
| 79                          | Haimar Zubeldia (ESP)                          | 34                  | 16.                 |
| Csapatfőnök: Johan Bruyneel |                                                |                     |                     |

| Movistar Team MOV          | Movistar Team MOV                                   | Movistar Team MOV | Movistar Team MOV |
| -------------------------- | --------------------------------------------------- | ----------------- | ----------------- |
| #                          | Versenyző                                           | Életkor           | Helyezés          |
| 81                         | David Arroyo (ESP)                                  | 31                | 36.               |
| 82                         | Andrey Amador (CRC)                                 | 24*               | 166.              |
| 83                         | Rui Costa (POR)                                     | 24*               | 90.               |
| 84                         | Imanol Erviti (ESP)                                 | 27                | 88.               |
| 85                         | José Iván Gutiérrez (ESP)                           | 32                | 102.              |
| 86                         | Beñat Intxausti (ESP)                               | 25*               | NC/8.             |
| 87                         | Vaszil Kirienka (BLR)                               | 30                | IK/6.             |
| 88                         | José Joaquín Rojas (ESP) · spanyol országúti bajnok | 26                | 80.               |
| 89                         | Francisco Ventoso (ESP)                             | 29                | 139.              |
| Csapatfőnök: Yvon Ledanois |                                                     |                   |                   |

| Liquigas–Cannondale LIQ      | Liquigas–Cannondale LIQ    | Liquigas–Cannondale LIQ | Liquigas–Cannondale LIQ |
| ---------------------------- | -------------------------- | ----------------------- | ----------------------- |
| #                            | Versenyző                  | Életkor                 | Helyezés                |
| 91                           | Ivan Basso (ITA)           | 33                      | 8.                      |
| 92                           | Maciej Bodnar (POL)        | 26                      | 143.                    |
| 93                           | Kristijan Koren (SLO)      | 24*                     | 87.                     |
| 94                           | Paolo Longo Borghini (ITA) | 30                      | 126.                    |
| 95                           | Daniel Oss (ITA)           | 24*                     | 100.                    |
| 96                           | Maciej Paterski (POL)      | 24*                     | 69.                     |
| 97                           | Fabio Sabatini (ITA)       | 26                      | 167.                    |
| 98                           | Sylwester Szmyd (POL)      | 33                      | 42.                     |
| 99                           | Alessandro Vanotti (ITA)   | 30                      | 133.                    |
| Csapatfőnök: Stefano Zanatta |                            |                         |                         |

| AG2R La Mondiale ALM        | AG2R La Mondiale ALM        | AG2R La Mondiale ALM | AG2R La Mondiale ALM |
| --------------------------- | --------------------------- | -------------------- | -------------------- |
| #                           | Versenyző                   | Életkor              | Helyezés             |
| 101                         | Nicolas Roche (IRL)         | 26                   | 26.                  |
| 102                         | Maxime Bouet (FRA)          | 24*                  | 55.                  |
| 103                         | Hubert Dupont (FRA)         | 30                   | 22.                  |
| 104                         | John Gadret (FRA)           | 32                   | NC/11.               |
| 105                         | Sébastien Hinault (FRA)     | 37                   | 111.                 |
| 106                         | Blel Kadri (FRA)            | 24*                  | 117.                 |
| 107                         | Sébastien Minard (FRA)      | 29                   | 110.                 |
| 108                         | Jean-Cristophe Péraud (FRA) | 34                   | 10.                  |
| 109                         | Cristophe Riblon (FRA)      | 30                   | 51.                  |
| Csapatfőnök: Vincent Lavenu |                             |                      |                      |

| Sky Procycling SKY      | Sky Procycling SKY                            | Sky Procycling SKY | Sky Procycling SKY |
| ----------------------- | --------------------------------------------- | ------------------ | ------------------ |
| #                       | Versenyző                                     | Életkor            | Helyezés           |
| 111                     | Bradley Wiggins (GBR) · brit országúti bajnok | 31                 | NC/7.              |
| 112                     | Juan Antonio Flecha (ESP)                     | 33                 | 98.                |
| 113                     | Simon Gerrans (AUS)                           | 31                 | 96.                |
| 114                     | Edvald Boasson Hagen (NOR)                    | 24*                | 53.                |
| 115                     | Christian Knees (GER)                         | 30                 | 64.                |
| 116                     | Ben Swift (GBR)                               | 23*                | 137.               |
| 117                     | Geraint Thomas (GBR)                          | 25*                | 31.                |
| 118                     | Rigoberto Urán (COL)                          | 24*                | 24.                |
| 119                     | Xabier Zandio (ESP)                           | 34                 | 48.                |
| Csapatfőnök: Sean Yates |                                               |                    |                    |

| Quick-Step Cycling Team QST   | Quick-Step Cycling Team QST                       | Quick-Step Cycling Team QST | Quick-Step Cycling Team QST |
| ----------------------------- | ------------------------------------------------- | --------------------------- | --------------------------- |
| #                             | Versenyző                                         | Életkor                     | Helyezés                    |
| 121                           | Sylvain Chavanel (FRA) · francia országúti bajnok | 32                          | 61.                         |
| 122                           | Tom Boonen (BEL)                                  | 30                          | NC/7.                       |
| 123                           | Gerald Ciolek (GER)                               | 24*                         | 150.                        |
| 124                           | Kevin De Weert (BEL)                              | 29                          | 13.                         |
| 125                           | Dries Devenyns (BEL)                              | 27                          | 46.                         |
| 126                           | Addy Engels (NED)                                 | 34                          | 146.                        |
| 127                           | Jérôme Pineau (FRA)                               | 31                          | 54.                         |
| 128                           | Gert Steegmans (BEL)                              | 30                          | NR/13.                      |
| 129                           | Niki Terpstra (NED)                               | 27                          | 134.                        |
| Csapatfőnök: Wilfried Peeters |                                                   |                             |                             |

| FDJ                          | FDJ                     | FDJ     | FDJ      |
| ---------------------------- | ----------------------- | ------- | -------- |
| #                            | Versenyző               | Életkor | Helyezés |
| 131                          | Sandy Casar (FRA)       | 32      | 27.      |
| 132                          | William Bonnet (FRA)    | 29      | IK/14.   |
| 133                          | Mickaël Delage (FRA)    | 25      | 132.     |
| 134                          | Arnold Jeannesson (FRA) | 25*     | 15.      |
| 135                          | Gianni Meersman (BEL)   | 25      | 77.      |
| 136                          | Rémi Pauriol (FRA)      | 29      | NC/7.    |
| 137                          | Anthony Roux (FRA)      | 24*     | 101.     |
| 138                          | Jérémy Roy (FRA)        | 28      | 86.      |
| 139                          | Arthur Vichot (FRA)     | 22*     | 104.     |
| Csapatfőnök: Thierry Bricaud |                         |         |          |

| BMC Racing Team BMC        | BMC Racing Team BMC    | BMC Racing Team BMC | BMC Racing Team BMC |
| -------------------------- | ---------------------- | ------------------- | ------------------- |
| #                          | Versenyző              | Életkor             | Helyezés            |
| 141                        | Cadel Evans (AUS)      | 34                  | 1.                  |
| 142                        | Brent Bookwalter (USA) | 27                  | 114.                |
| 143                        | Marcus Burghardt (GER) | 28                  | 164.                |
| 144                        | George Hincapie (USA)  | 38                  | 56.                 |
| 145                        | Amaël Moinard (FRA)    | 29                  | 65.                 |
| 146                        | Steve Morabito (SUI)   | 28                  | 49.                 |
| 147                        | Manuel Quinziato (ITA) | 31                  | 115.                |
| 148                        | Ivan Santaromita (ITA) | 27                  | 83.                 |
| 149                        | Michael Schär (SUI)    | 24*                 | 103.                |
| Csapatfőnök: John Lelangue |                        |                     |                     |

| Cofidis, Le Crédit en Ligne COF | Cofidis, Le Crédit en Ligne COF | Cofidis, Le Crédit en Ligne COF | Cofidis, Le Crédit en Ligne COF |
| ------------------------------- | ------------------------------- | ------------------------------- | ------------------------------- |
| #                               | Versenyző                       | Életkor                         | Helyezés                        |
| 151                             | Rein Taaramäe (EST)             | 24*                             | 12.                             |
| 152                             | Mickaël Buffaz (FRA)            | 32                              | 131.                            |
| 153                             | Samuel Dumoulin (FRA)           | 30                              | 162.                            |
| 154                             | Leonardo Duque (COL)            | 31                              | 121.                            |
| 155                             | Julien El Fares (FRA)           | 26                              | 40.                             |
| 156                             | Tony Gallopin (FRA)             | 23*                             | 79.                             |
| 157                             | David Moncoutié (FRA)           | 36                              | 41.                             |
| 158                             | Tristan Valentin (FRA)          | 29                              | 118.                            |
| 159                             | Romain Zingle (BEL)             | 24*                             | 152.                            |
| Csapatfőnök: Didier Rous        |                                 |                                 |                                 |

| Lampre–ISD LAM             | Lampre–ISD LAM                              | Lampre–ISD LAM | Lampre–ISD LAM |
| -------------------------- | ------------------------------------------- | -------------- | -------------- |
| #                          | Versenyző                                   | Életkor        | Helyezés       |
| 161                        | Damiano Cunego (ITA)                        | 29             | 7.             |
| 162                        | Leonardo Bertagnolli (ITA)                  | 33             | NC/18.         |
| 163                        | Grega Bole (SLO) · szlovén országúti bajnok | 25             | 127.           |
| 164                        | Matteo Bono (ITA)                           | 27             | 93.            |
| 165                        | Danilo Hondo (GER)                          | 37             | 109.           |
| 166                        | Denisz Kosztjuk (UKR)                       | 29             | 153.           |
| 167                        | David Loosli (SUI)                          | 31             | 59.            |
| 168                        | Adriano Malori (ITA) · olasz időfutambajnok | 23*            | 91.            |
| 169                        | Alessandro Petacchi (ITA)                   | 37             | 107.           |
| Csapatfőnök: Orlando Maini |                                             |                |                |

| HTC–Highroad THR        | HTC–Highroad THR         | HTC–Highroad THR | HTC–Highroad THR |
| ----------------------- | ------------------------ | ---------------- | ---------------- |
| #                       | Versenyző                | Életkor          | Helyezés         |
| 171                     | Mark Cavendish (GBR)     | 26               | 130.             |
| 172                     | Lars Bak (DEN)           | 31               | 154.             |
| 173                     | Bernhard Eisel (AUT)     | 30               | 161.             |
| 174                     | Matthew Goss (AUS)       | 24*              | 142.             |
| 175                     | Tony Martin (GER)        | 26               | 44.              |
| 176                     | Danny Pate (USA)         | 32               | 165.             |
| 177                     | Mark Renshaw (AUS)       | 28               | 163.             |
| 178                     | Tejay van Garderen (USA) | 22*              | 82.              |
| 179                     | Peter Velits (SVK)       | 26               | 19.              |
| Csapatfőnök: Brian Holm |                          |                  |                  |

| Team Europcar EUC              | Team Europcar EUC                             | Team Europcar EUC | Team Europcar EUC |
| ------------------------------ | --------------------------------------------- | ----------------- | ----------------- |
| #                              | Versenyző                                     | Életkor           | Helyezés          |
| 181                            | Thomas Voeckler (FRA)                         | 32                | 4.                |
| 182                            | Anthony Charteau (FRA)                        | 32                | 52.               |
| 183                            | Cyril Gautier (FRA)                           | 23*               | 43.               |
| 184                            | Yohann Gène (FRA)                             | 30                | 158.              |
| 185                            | Vincent Jérôme (FRA)                          | 26                | 155.              |
| 186                            | Cristophe Kern (FRA) · francia időfutambajnok | 30                | NC/5.             |
| 187                            | Perrig Quemeneur (FRA)                        | 27                | 151.              |
| 188                            | Pierre Rolland (FRA)                          | 24*               | 11.               |
| 189                            | Sébastien Turgot (FRA)                        | 27                | 120.              |
| Csapatfőnök: Dominique Arnould |                                               |                   |                   |

| Katyusa Team KAT              | Katyusa Team KAT                             | Katyusa Team KAT | Katyusa Team KAT |
| ----------------------------- | -------------------------------------------- | ---------------- | ---------------- |
| #                             | Versenyző                                    | Életkor          | Helyezés         |
| 191                           | Vlagyimir Karpec (RUS)                       | 30               | 28.              |
| 192                           | Pavel Brutt (RUS) · orosz országúti bajnok   | 29               | NC/9.            |
| 193                           | Gyenyisz Galimzjanov (RUS)                   | 24*              | IK/12.           |
| 194                           | Vlagyimir Guszev (RUS)                       | 28               | 23.              |
| 195                           | Mihail Ignatyev (RUS) · orosz időfutambajnok | 26               | 147.             |
| 196                           | Vlagyimir Iszajcsev (RUS)                    | 25*              | NC/13.           |
| 197                           | Alekszandr Kolobnyev (RUS)                   | 30               | NR/10.           |
| 198                           | Jegor Szilin (RUS)                           | 23*              | 73.              |
| 199                           | Jurij Trofimov (RUS)                         | 27               | 30.              |
| Csapatfőnök: Dimitri Konyisev |                                              |                  |                  |

| Vacansoleil–DCM VCD                   | Vacansoleil–DCM VCD     | Vacansoleil–DCM VCD | Vacansoleil–DCM VCD |
| ------------------------------------- | ----------------------- | ------------------- | ------------------- |
| #                                     | Versenyző               | Életkor             | Helyezés            |
| 201                                   | Romain Feillu (FRA)     | 27                  | NR/12.              |
| 202                                   | Borut Božič (SLO)       | 30                  | 136.                |
| 203                                   | Thomas De Gendt (BEL)   | 24*                 | 63.                 |
| 204                                   | Johnny Hoogerland (NED) | 28                  | 74.                 |
| 205                                   | Björn Leukemans (BEL)   | 34                  | IK/19.              |
| 206                                   | Marco Marcato (ITA)     | 27                  | 89.                 |
| 207                                   | Wout Poels (NED)        | 23*                 | NC/9.               |
| 208                                   | Rob Ruijgh (NED)        | 24*                 | 21.                 |
| 209                                   | Lieuwe Westra (NED)     | 28                  | 128.                |
| Csapatfőnök: Hilaire Van der Schueren |                         |                     |                     |

| Saur–Sojasun SAU             | Saur–Sojasun SAU         | Saur–Sojasun SAU | Saur–Sojasun SAU |
| ---------------------------- | ------------------------ | ---------------- | ---------------- |
| #                            | Versenyző                | Életkor          | Helyezés         |
| 211                          | Jérôme Coppel (FRA)      | 24*              | 14.              |
| 212                          | Arnaud Coyot (FRA)       | 30               | 148.             |
| 213                          | Anthony Delaplace (FRA)  | 21*              | 135.             |
| 214                          | Jimmy Engoulvent (FRA)   | 31               | 160.             |
| 215                          | Jérémie Galland (FRA)    | 28               | 138.             |
| 216                          | Jonathan Hivert (FRA)    | 26               | 97.              |
| 217                          | Fabrice Jeandesboz (FRA) | 26               | 124.             |
| 218                          | Laurent Mangel (FRA)     | 30               | 122.             |
| 219                          | Yannick Talabardon (FRA) | 29               | 47.              |
| Csapatfőnök: Stéphane Heulot |                          |                  |                  |